# GOES-G

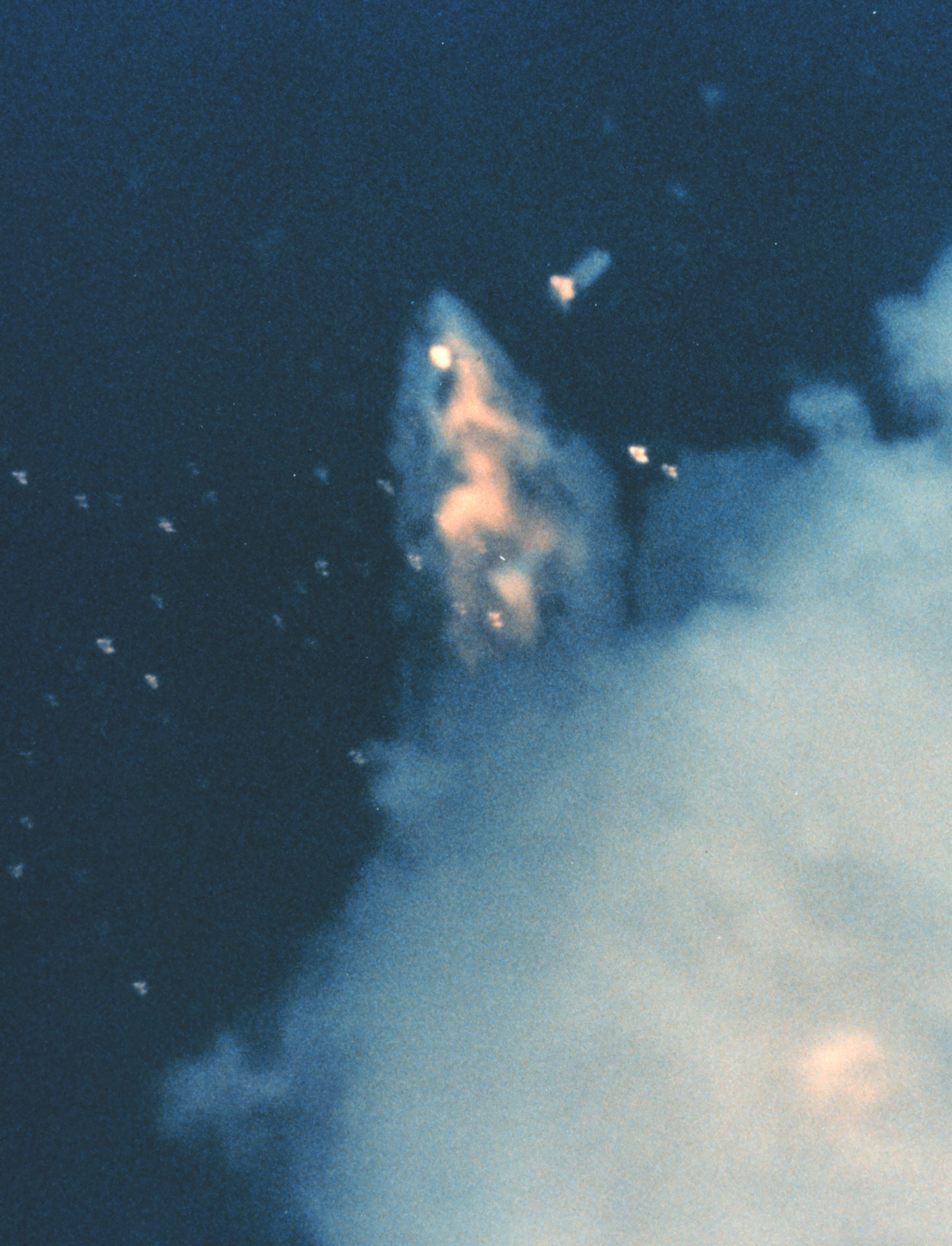
71 sekunder efter uppskjutningen

GOES-G var en vädersatellit, byggd av Hughes Electronics, för NOAA och NASA. Den skulle ersätta vädersatelliten GOES-5, men den förstördes 71 sekunder efter uppskjutningen, den 3 maj 1986, då den Delta II-raket som skulle bära den till geostationär omloppsbana runt jorden, fick problem och förstördes av säkerhetsskäl.